# أريوب إيناب
أريوب - إيناب (بالإنجليزية: Areop - Enap)‏ العنكبوت القديم في ميثولوجيا ميكرونيزيا. في البدء لم يوجد سوى العنكبوت أريوب إيناب والبحر. ثم في أحد الأيام اكتشف محارة بلح البحر. وبعد الكثير من المحاولات فتحها ودخل فيها. فكان هناك ظلام دامس لم ير شيئا. ثم بذل جهده وجعل حلزونا يصير قمرا. وبمساعدة الضوء الخافت للقمر عثر على دودة، ففصلها عن الأجزاء العلوية والسفلية من المحارة. وصنع منها السماء والأرض. وعندما انتهت الدودة ماتت تعبا وصارت شمسا. والعرق الذي نزل من الدودة استقر في أسفل المحارة وصار بحرا. وخلق أريوب إيناب من الحجر إنسانا ليرفع السماء، ثم سافر ليخلق عالم جديدة. وهناك اكتشف كائنات وتعلم أسماءهم بتكوين مخلوق مجنح من الوسخ الموجود تحت أظافره. ولكن هذا «الطائر» أزعج الناس وطلبوا منه أن يقتله. وهكذا عرف العنكبوت اسمه.